# Масакр у Грабовици
Масакр у Грабовици односи се на убиства најмање 13 хрватских становника села Грабовица код Јабланице од стране припадника 9. бригаде Армије Републике Босне и Херцеговине (АРБиХ) и других неидентификованих припадника АРБиХ 8. или 9. септембра 1993. године.  Међународни суд за бившу Југославију закључио је да је укупан број жртава био 13, што је мање од наводног броја од 33, међутим други извори и даље наводе ову већу бројку.

## Позадина
Да би спровеле борбене операције у Херцеговини ради деблокаде Мостара од стране ХВО-а, јединице 9. бригаде, 10. бригаде и 2. самосталног батаљона, све потчињене 1. корпусу АРБиХ, послате су из Сарајева у сектор Јабланице током операције Неретва АРБиХ. Ово је подручје гдје се налазила Грабовица и у то вријеме је била зона одговорности 6. корпуса. Међународни кривични суд за бившу Југославију (МКСЈ) утврдио је да су те јединице распоређене у Херцеговину по наређењу које је издао Сефер Халиловић.

## Убиства
Грабовица је било село насељено Хрватима. Било је под контролом АРБиХ од маја 1993. године, а однос између становника Грабовице и војника АРБиХ који су тамо били стационирани био је добар и, пошто није било другог смјештаја за пристигле трупе, требало је да буду смјештени са становницима села. Углед пристиглих трупа 9. и 10. бригаде био је лош, због „криминалних и неконтролисаних“ елемената унутра. Према Хашком трибуналу, докази су показали да припадници обе бригаде нису само показали недостатак дисциплине, већ су починили и различите облике злоупотребе (крађе итд.). Судско веће је у том погледу примјетило свједочење команданта 1. корпуса, Вахида Каравелића, који је, иако је знао за кршење дисциплине и претходно понашање припадника ових бригада, рекао да му никада није пало на памет да би могли починити злочине над цивилима у Грабовици. 
Доласком јединице 9. бригаде почели су акти насиља. Током ноћи 8. септембра, у селу се чула пуцњава, док су бошњачки војници ишли од куће до куће, убијајући цивиле. Ниједна од жртава није била способна мушкарац, већ су све биле жене и старији, најстарији је био 87-годишњи мушкарац, док је најмлађа жртва била четворогодишња дјевојчица.
Хашки трибунал је утврдио да је до раног поподнева 9. септембра, припадници јединица АРБиХ које су у то време биле присутне у Грабовици убили одређени број становника. Судско веће Хашког трибунала је утврдило да је ван разумне сумње утврђено да је 13 становника (Перо Марић, Драгица Марић, Иван Задро, Матија Задро, Младен Задро, Љубица Задро, Младенка Задро, Јосип Брекало, Мартин Марић, Живко Дрежњак, Љуба Дрежњак, Иван Мандић и Илка Милетић), који нису активно учествовали у непријатељствима, убили припадници 9. бригаде и неидентификовани припадници АРБиХ 8. или 9. септембра 1993. године. Судско веће је утврдило да Тужилаштво није успело да докаже ван разумне сумње да су 14 особа наведених у оптужници убили припадници АРБиХ у Грабовици у вријеме релевантно за случај Грабовица. Судско веће је примјетило да је током суђења шест наводних жртава наведених у оптужници повучено. 
Други извори наводе већи број жртава, 33 цивила које је убила АРБиХ.

## Истрага
Након што су информације о убиствима стигле до Сарајева, АРБиХ је почела да истражује злочине. У истрагу догађаја у Грабовици били су укључени Служба безбједности 6. корпуса, батаљон војне полиције 6. корпуса и војна полиција 44. бригаде, која се налазила у Јабланици. Начелник безбједности Главног штаба АРБиХ Јусуф Јашаревић је обавијештен о резултатима њихове истраге. Хашки трибунал је утврдио да се на основу доказа не може закључити да је Сефер Халиловић имао материјалну могућност да казни починиоце злочина почињених у Грабовици. 

## Суђење
Босанског команданта Сефера Халиловића је Међународни кривични суд за бившу Југославију оптужио на основу кривичне одговорности надређеног (члан 7(3) Статута Трибунала) и оптужио га је за кршење закона и обичаја ратовања (члан 3 – убиство). Након што је испитао све доказе који су му представљени и у свијетлу својих чињеничних налаза, МКТБЈ је утврдио да Тужилаштво није доказало ван разумне сумње да је Халиловић имао ефективну контролу над трупама у Грабовици 8. и 9. септембра 1993. године, за које је Судско веће утврдило да су починиле злочине. Халиловић је потом ослобођен и наређено му је да буде одмах пуштен на слободу. 

## Пресуде
Врховни суд Федерације Босне и Херцеговине потврдио је 2008. године три пресуде локалних судова од 13 година затвора против Нихада Влаховљака, Сеада Карагића и Хариса Рајкића, бивших војника АРБиХ, за злочине почињене у Грабовици. Суд је утврдио да је Влаховљак наредио убиства, а да су друга двојица извршила његова наређења.

## Белешке
1. ↑  „Croat Victims of Grabovica Massacre Losing Hope of Justice”. Приступљено 21. 5. 2023.
2. ↑  „Veterans and families of victims mark 27th anniversary of Grabovica massacre”. Приступљено 21. 5. 2023.
3. ↑  „Bosnia and Herzegovina’s Grabovica Massacre: The Soldiers Who Couldn’t Forget”. Приступљено 21. 5. 2023.
4. ↑  „Grabovica Survivors Testify”. Приступљено 21. 5. 2023.
5. ↑  „Croat Victims of Grabovica Massacre Losing Hope of Justice”. Приступљено 21. 5. 2023."Croat Victims of Grabovica Massacre Losing Hope of Justice". Retrieved 21 May 2023.
6. ↑  „Bosnia and Herzegovina’s Grabovica Massacre: The Soldiers Who Couldn’t Forget”. Приступљено 21. 5. 2023."Bosnia and Herzegovina's Grabovica Massacre: The Soldiers Who Couldn't Forget". Retrieved 21 May 2023.
7. ↑  Vrhovni sud FBiH potvrdio kazne za ratni zločin u Grabovici, rtvfbih.ba; Retrieved 24 February 2016 (in Serbo-Croatian).

### Књиге
- Hoare, Marko Attila (2004). How Bosnia Armed. Saqi Books.
- Thomas, Nigel (2006). The Yugoslav Wars (2): Bosnia, Kosovo and Macedonia 1992–2001. Osprey Publishing Ltd. ISBN 9781841769646. Приступљено 15. 4. 2013.

43° 39′ 00″ С; 17° 45′ 00″ И / 43.6500° С; 17.7500° И